# Podlapačai-mező
A Podlapačai-mező (horvátul: Podlapačko polje) egy karsztmező Horvátországban, Lika területén.

## Leírása
A Podlapačai-mező a Korbavamezőtől nyugatra, a Likai-mezőtől keletre, 657–700 m magasságban fekszik, 7 km hosszú és 3,2 km széles, területe 9,74 km². A mező észak-déli irányban húzódik és dél felé szűkül. Három kisebb mezőből áll (Svračkovo polje, Jagodnje polje és Budžak), amelyeken az őszi heves esőzések során időszakos tavak keletkeznek. A mező déli részén folyik a Strumica-patak. A települések a mező szélén fekszenek, északon Svračkovo Selo, délen Podlapača. A mező délkeleti pereme mentén halad át a Korenica - Krbava - Bilaj út.